# Кудрявцев, Николай Гаврилович
Никола́й Гаври́лович Кудря́вцев (19 ноября 1922 — 22 декабря 1991) — советский офицер, майор авиации, участник Великой Отечественной войны, Герой Советского Союза (1945).

## Биография
Родился 19 ноября 1922 года в деревне Верхний Изрог, Ефремовского уезда (ныне Каменского района Тульской области) в семье крестьянина. Уехал в Сталиногорск, где окончил Сталиногорский химический техникум и аэроклуб. С 1940 года в рядах РККА, добившись направления в Ворошиловградскую военную авиационную школу пилотов. Обучался на У-2. Окончил школу в 1943 году.
Участник Великой Отечественной войны с февраля 1944 года: с 11 февраля на 1-м Украинском, а с 5 августа — на 4-м Украинском фронтах. К маю 1945 года командир звена Ил-2 637-го штурмового авиационного полка (227-я штурмовая авиационная дивизия 8-го штурмового авиационного корпуса 8-я воздушная армия, 4-й Украинский фронт) лейтенант Н. С. Кудрявцев совершил 170 боевых вылетов на штурмовку объектов противника в тылу и на переднем крае, уничтожив 35 танков, 112 автомашин, 21 точку зенитной артиллерии, 12 артиллерийских орудий, 8 поездов, 4 блиндажа, 3 самолёта на аэродроме, один ангар, а также 500 солдат и офицеров противника. Провёл 15 воздушных боёв, сбив 2 самолёта противника. Последний за войну боевой вылет выполнил в небе над Прагой 8 мая 1945 года. Всего же на счету командира звена лейтенанта Н. Г. Кудрявцева около 200 боевых вылетов.
18 августа 1945 года «за образцовое выполнение боевых заданий командования, мужество, отвагу и геройство, проявленные в борьбе с немецко-фашистскими захватчиками», удостоен звания Героя Советского Союза.
После войны продолжал службу в ВВС. В 1952 году окончил среднюю школу, в 1953 году — Краснодарскую высшую офицерскую авиационную школу штурманов ВВС. С 1960 года майор Н. С. Кудрявцев — в запасе. Жил и работал в городе Луцк Волынской области на одном из авиационных ремонтных заводов.

## Награды
- Медаль «Золотая Звезда» Героя Советского Союза (18 августа 1945);
- орден Ленина (18 августа 1945);
- два ордена Красного Знамени (12 августа 1944 — за 30 боевых вылетов[2]; 17 января 1945 — за 23 боевых вылета);
- орден Александра Невского (17 мая 1945[2]);
- два ордена Отечественной войны I степени (10 сентября 1944 — за 30 боевых вылетов[2]; 6 апреля 1985);
- орден Красной Звезды;
- медали.